# Burkea
Genre
Burkea est un genre de plantes à fleurs dicotylédones de la famille des Fabaceae, sous-famille des Caesalpinioideae, originaire d'Afrique et de Madagascar, qui comprend deux espèces acceptées.

## Étymologie
Le nom générique, « Burkea », est un hommage à Joseph Burke (1812–1873), botaniste et collecteur de plantes britannique.

## Liste d'espèces
Selon The Plant List (28 octobre 2018) :
- Burkea africana Hook.
- Burkea caperangau Baill.